# 臺中市立成功國民中學
臺中市立成功國民中學，簡稱成功國中，位於台灣臺中市大里區塗城里、仁化里、金城里、瑞城里之人口密集區。現任校長為蔡政忠先生。

## 校史
- 1981年11月8日：籌備設校，定名為「台中縣立成功國民中學」
- 1983年4月9日：舉行動土典禮，並於八月初暫借大里區塗城國民小學上班，準備開學事宜
- 2010年12月25日：臺中市及臺中縣合併升格為直轄市後，改稱臺中市立成功國民中學
- 2010年9月30日：校舍（弘道樓）重建第一期工程動土開工
- 2012年5月14日：校舍（弘道樓）重建第一期工程完工
- 2012年7月30日：校舍（日新樓）重建第二期工程開工
- 2012年11月1日：舉行校舍（弘道樓）重建第一期工程完工典禮暨30週年校慶

## 歷任校長
1. 林松：1983年8月－1994年7月
2. 黃金瑞：1994年8月－2000年7月
3. 楊志成：2000年8月－2007年1月
4. 洪玉水：2007年2月－2009年7月
5. 楊淑麗：2009年8月－2017年8月
6. 蔡政忠：2017年8月－現任

## 知名校友
- 張銘煌：臺灣男子鉛球全國紀錄保持人
- 何欣純：立委
- 葉家綸：台中一中學生會第二十七屆學權部部長

## 學區
- 仁化里（1、2、3、4、28、29鄰除外）
- 仁德里 全里
- 金城里 全里
- 瑞城里 全里
- 東湖里 （與大里高中國中部為共同學區）
- 西湖里（與大里高中國中部為共同學區）

## 照片集錦

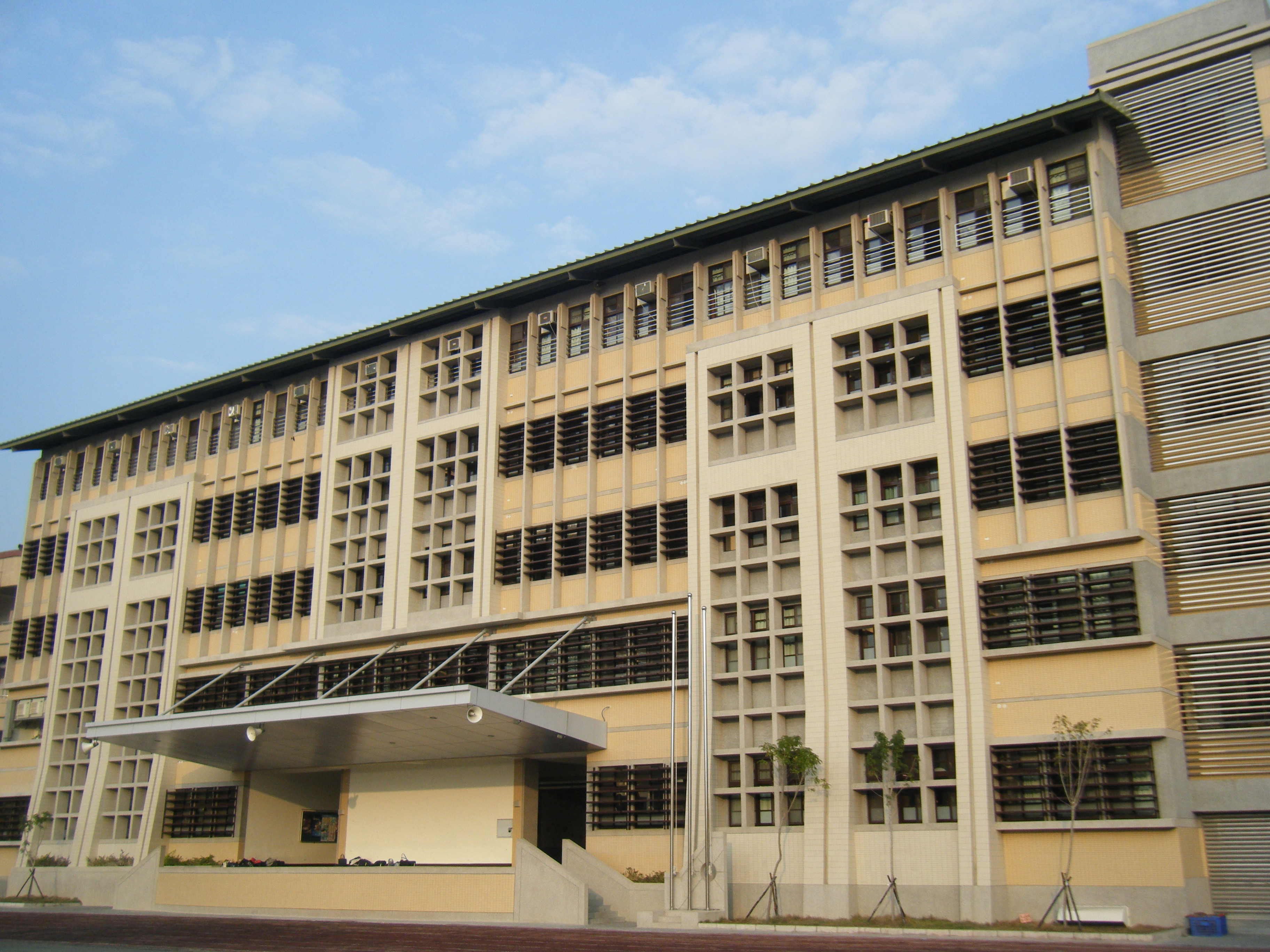
改建後的弘道樓
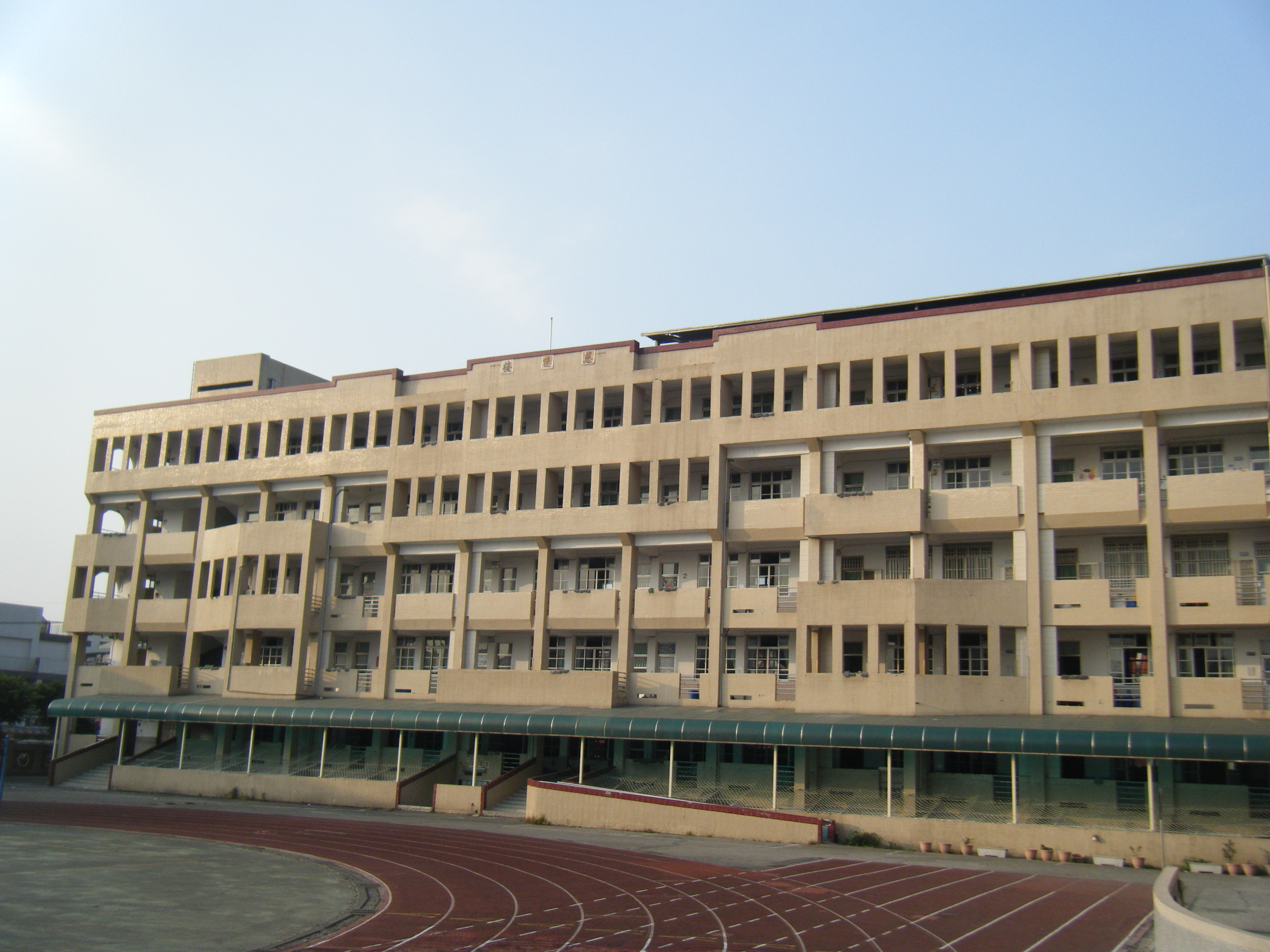
慈德樓
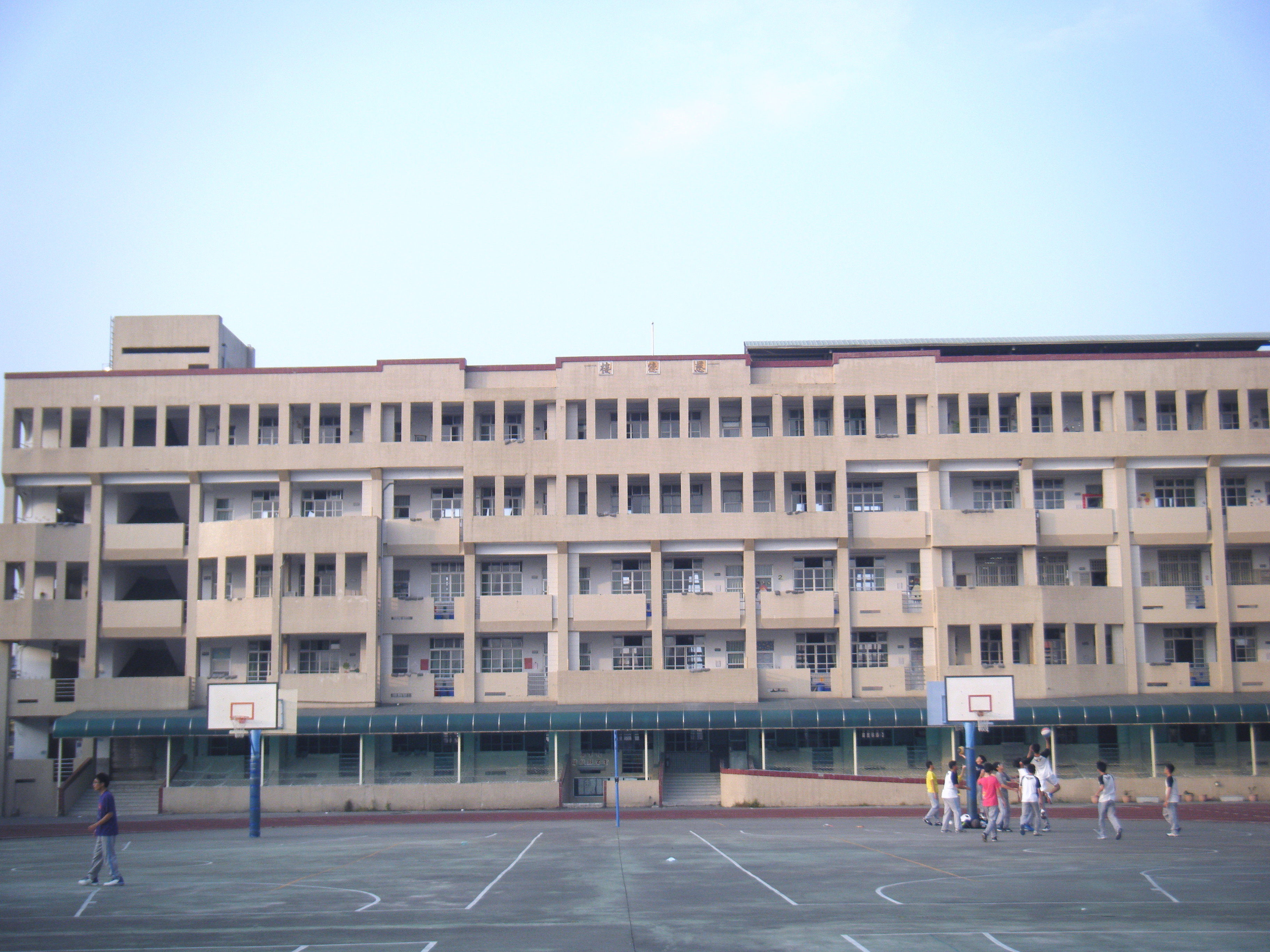
慈德樓
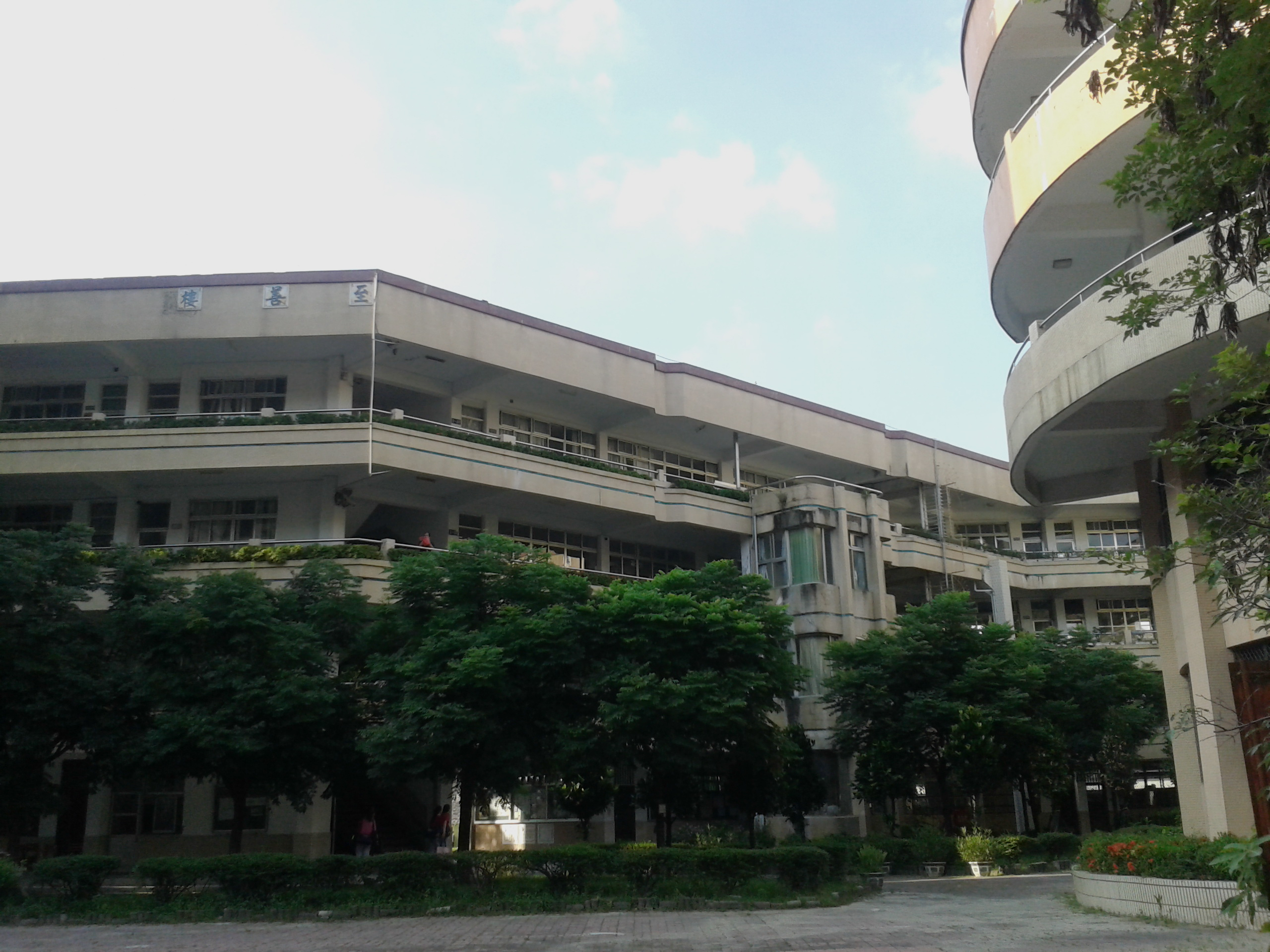
至善樓
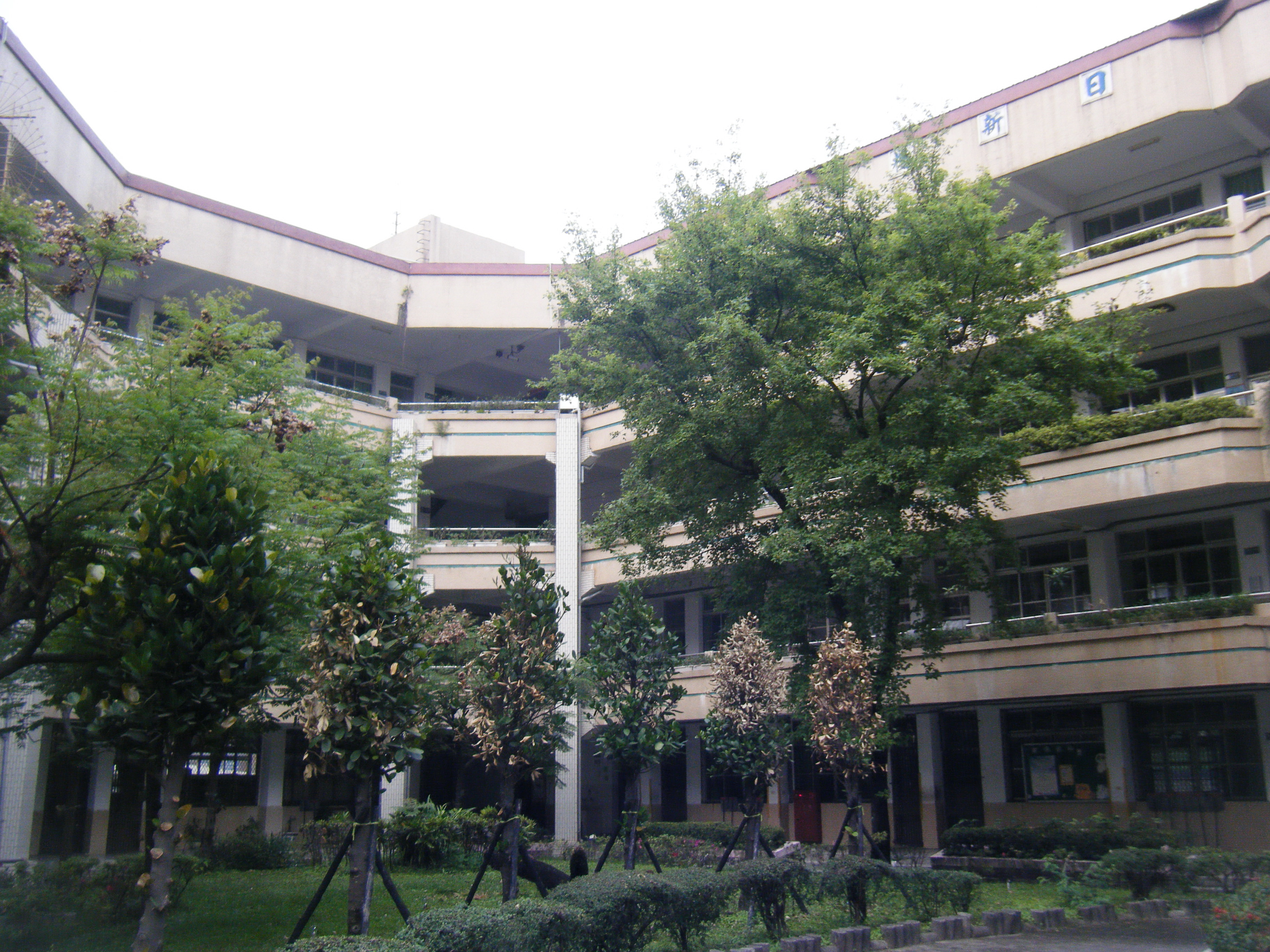
日新樓
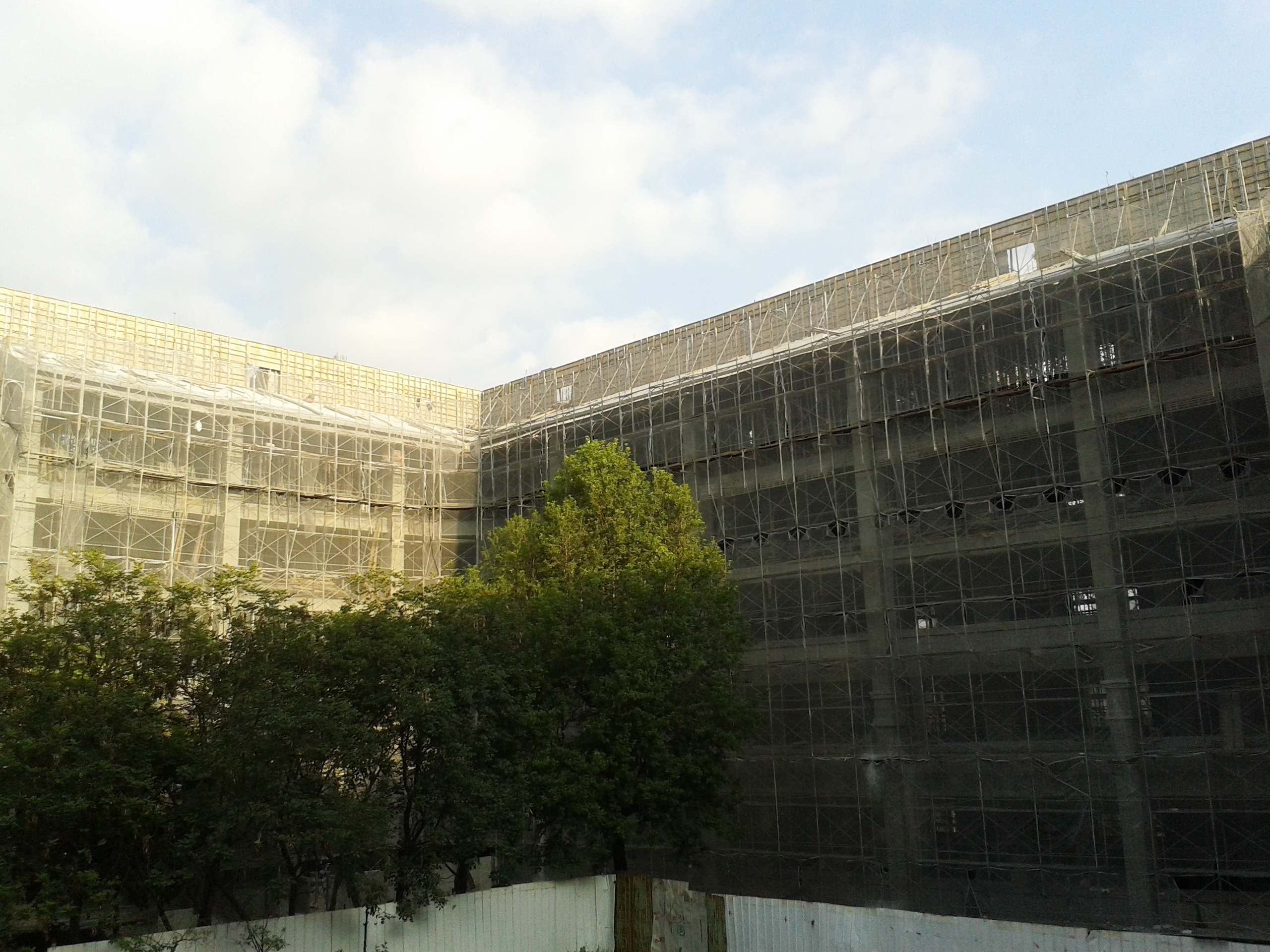
興建中的日新樓

## 外部連結
- 臺中市立成功國中
- 臺中市政府教育局 （页面存档备份，存于）

24°05′38.0″N 120°41′56.0″E / 24.093889°N 120.698889°E